# 克雷西姆峰
46°15′59″N 9°15′02″E / 46.26639°N 9.25056°E
克雷西姆峰（義大利語：Piz de Cressim），是歐洲的山峰，位於瑞士和意大利接壤的邊境，由倫巴第大區和格勞賓登州負責管轄，屬於勒蓬廷阿爾卑斯山脈的一部分，海拔高度2,575米。

## 外部連結
- Piz de Cressim on Hikr （页面存档备份，存于）